# Девід Вадим
Девід Вадим — американський кіноактор українського походження, який знімався у фільмах "Каратель 2", серіалах "Межа", "Закон і порядок". Колишній чемпіон з боксу. Свого часу виступав на сцені за межами Бродвею, а також брав участь у різних турах по всій країні.

## Фільмографія

### Кіно
| Рік  |   | Українська назва          | Оригінальна назва        | Роль            |
| ---- | - | ------------------------- | ------------------------ | --------------- |
| 1995 | ф | Маленька Одеса            | Little Odessa            | Саша            |
| 1996 | ф | Чужі похорони             | The Pallbearer           | кузен Абернаті  |
| 1996 | ф | Викуп                     | Ransom                   | коп № 5         |
| 1997 | ф | Присмак неба              | A Small Taste of Heaven  |                 |
| 1997 | ф | Літак президента          | Air Force One            | Ігор Невський   |
| 1997 | ф | Солдат Джейн              | G.I. Jane                | Кортез          |
| 1998 | ф |                           | Dating Games             | Марк            |
| 1998 | ф | Задвірки                  | Side Streets             | Йосиф Ісковеску |
| 2000 | ф | В очікуванні луни         | Looking for an Echo      | Томмі Піреллі   |
| 2000 | ф | Бруклінський Вавилон      | Brooklyn Babylon         | Юда             |
| 2001 | ф | Наскрізні поранення       | Exit Wounds              | Метт Монтіні    |
| 2003 | ф |                           | I Am Woody               | Семмі           |
| 2004 | ф |                           | Love Rome                | немає в титрах  |
| 2006 | ф |                           | 5up 2down                | Амір            |
| 2007 | ф |                           | Rockaway                 | Юрій            |
| 2008 | ф | Каратель: Територія війни | Punisher: War Zone       | Крішту Булат    |
| 2009 | ф | Маленький Нью-Йорк        | Staten Island            | високий чоловік |
| 2010 | ф | Святі ролери              | Holy Rollers             | Мр. Максим      |
| 2011 | ф |                           | The Briefcase            | Хакіс           |
| 2020 | ф | Останнє, чого він хотів   | The Last Thing He Wanted | Бак Пірсон      |
| 2021 | ф | Розплата                  | Payback                  | Руслан          |

### Телебачення
| Рік       |    | Українська назва                 | Оригінальна назва            | Роль                                                                |
| --------- | -- | -------------------------------- | ---------------------------- | ------------------------------------------------------------------- |
| 1998—1998 | с  | Поліцейські під прикриттям       | New York Undercover          | серж. Раян / Сезон 4, Епізод 9                                      |
| 2000—2000 | с  | Третя зміна                      | Third Watch                  | Джек / Сезон 1, Епізод 10                                           |
| 2001—2005 | с  | Закон і порядок                  | Law & Order                  | Джонні Зона / Роберт Келлі / Сезон 11, Епізод 13;Сезон 16, Епізод 3 |
| 2003—2003 | с  |                                  | Street Time                  | Берт Кент / Сезон 2, Епізод 1                                       |
| 2003—2003 | с  | Хак                              | Hack                         | Менні / Сезон 2, Епізод 3,4                                         |
| 2004—2004 | с  | X, Y                             | X, Y                         | диспетчер                                                           |
| 2005—2005 | с  | Закон і порядок: Суд присяжних   | Law & Order: Trial by Jury   | детектив Соундерс / Сезон 1, Епізод 4                               |
| 2005—2005 | с  | Спаси мене                       | Rescue Me                    | Полі / Сезон 2, Епізод 1,2,3                                        |
| 2006      | тф | Шлях до 11 вересня               | The Path to 9/11             | Кевін Ші                                                            |
| 2008—2008 | с  | Новий Амстердам                  | New Amsterdam                | Керні / Сезон 1, Епізод 7                                           |
| 2008—2008 | с  | Межа                             | Fringe                       | Майкл Келлі / Сезон 1, Епізод 9                                     |
| 2009—2009 | с  | Одне життя, щоб жити             | One Life to Live             | Сергей / 12 епізодів                                                |
| 2010—2010 | с  | Закон і порядок: Злочинні наміри | Law & Order: Criminal Intent | Валєєв / Сезон 9, Епізод 3                                          |
| 2012      | с  | Американці                       | The Americans                | Николай                                                             |